# La convalescente
La convalescente è una scultura del trevigiano Arturo Martini (1889-1947) realizzata dal 1932. Si trova esposta presso il Museo del Novecento a Milano.

## Storia e descrizione

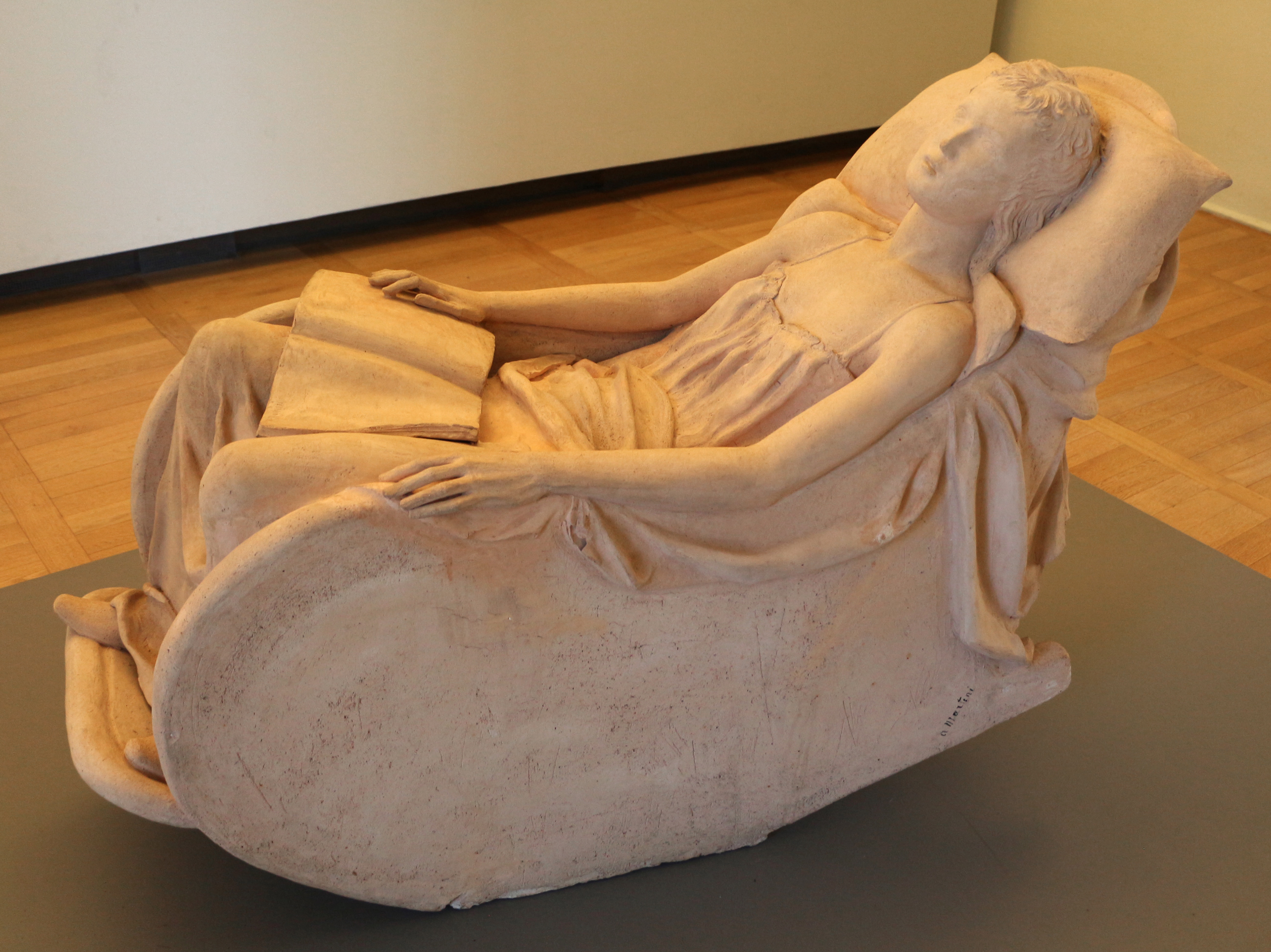
Versione in terra refrattaria esposta alla Galleria d'Arte Moderna di Genova

La scultura rappresenta una giovane donna convalescente abbandonata su una poltrona a dondolo, con lo sguardo perduto nel vuoto, le braccia posate sui braccioli e un libro aperto in grembo.
L'opera di Martini deve il suo concetto complessivo alla scultura intitolata Malato dell'ospedale (1889) di Medardo Rosso (1858-1928), che era stata esposta alla I Quadriennale di Roma del 1931 -alla quale il Martini era artista invitato- nella mostra retrospettiva dedicata allo scultore torinese.
L'idea di Medardo Rosso di raffigurare un'azione nel suo svolgersi e l'omogeneità plastica tra le varie parti della scultura è più evidente nel bozzetto in terra refrattaria che il Martini aveva realizzato nel 1932, dove le pieghe della veste della giovane, descritta nell'atto di alzarsi, si fondono, confondendosi, con quelle della poltrona. Nell'opera definitiva, la pietra è quasi trattata come da un pittore, come evidenziano i tre diversi livelli di finitura del fianco della poltrona, dell'incarnato del braccio e delle pieghe della veste tessuto.
L'opera fu esposta per la prima volta in una mostra personale di Martini nel febbraio 1933 presso la Galleria Milano. De La convalescente esiste una versione in terra refrattaria esposta alla Galleria d'Arte Moderna di Genova.